# Juan Julio Arrascaeta
Juan Julio Arrascaeta (Montevideo, 18 de juliol de 1899 - ibídem, 12 de gener de 1988) fou un activista, escriptor i poeta afrouruguaià.

## Biografia
Nascut a Montevideo, Uruguai, es va traslladar a Buenos Aires, on publicà al periòdic Luz y Sombra. A l'Argentina va publicar els seus primers poemes, Noche de Reyes i Pimpollo Rojo.
Va estudiar dibuix i arts visuals a l'Escola Industrial amb el pintor Pedro Figari. No obstant això, per discrepància amb ell, va deixar l'acadèmia poc temps després. Un cop a Montevideo, va ser empleat municipal. Durant els anys 1940, publicà en altres periòdics els poemes La Cumparsa, La Muñeca i La Escobita, a més de les col·leccions Testamento Negro, El Tambó i Sambá...bó. Cal destacar que tots aquests poemes parlen de la raça negra i de la seva influència en la dansa uruguaiana.
En els seus últims anys de vida, Arrascaeta es va dedicar a escriure sobre el vocabulari africà dels seus avantpassats. Morí a Montevideo, amb 88 anys.